# Aelfwine di Deira
Aelfwine, "Ælfvvine Deira Cyning" (fl. VII secolo), è stato re di Deira (Inghilterra settentrionale) dal 670 al 679.
Figlio minore del re Oswiu, ebbe in un primo momento il regno di Deira, come sovrano dipendente dal fratello, Ecgfrith, quando questi successe al padre Oswiu nel 670. Aelfwine era ancora un ragazzo e probabilmente il conferimento di questo titolo regale designava l'erede al trono, essendo Ecgfrith privo di figli.
Aelfwine venne ucciso tuttavia nel 679 nella battaglia contro la Mercia sul fiume Trent e una successiva faida tra le famiglie reali di Northumbria e Mercia venne evitata solo con l'intervento dell'arcivescovo di Canterbury, che persuase Aethelred di Mercia a pagare il tradizionale prezzo del sangue come riparazione per la sua morte.